# Lluís Coll
Lluís Coll (3 de agosto de 1937-8 de enero de 2008) fue un futbolista español.

## Palmarés
(Todo ello con el FC Barcelona)
- Dos Ligas (1958-1959 y 1959-1960),
- Dos Copas de Ferias (1955 y 1958) y
- Dos Copas de España (1957 y 1959).

Con el Valencia CF ganó otras dos Copas de Ferias.